# Kāseb
Kāseb (persiska: كاسِب, کاسب) är en ort i Iran.   Den ligger i provinsen Västazarbaijan, i den nordvästra delen av landet, 600 km väster om huvudstaden Teheran. Kāseb ligger 1 700 meter över havet och antalet invånare är 281.
Terrängen runt Kāseb är kuperad. Runt Kāseb är det ganska tätbefolkat, med 185 invånare per kvadratkilometer. Närmaste större samhälle är Qūshchī, 19,4 km nordost om Kāseb. Trakten runt Kāseb består i huvudsak av gräsmarker.